# Tom Butterworth
Tom Butterworth (* 1966 in London, England) ist ein britischer Drehbuchautor.

## Leben
Tom Butterworths Brüder Jez und John-Henry Butterworth sind ebenfalls als Drehbuchautoren tätig. Sein Bruder Steve Butterworth war früher als Filmproduzent tätig und führte später eine Marketingagentur.
Ab Anfang der 1990er Jahre verfasste er zusammen mit seinem Bruder Jez Drehbücher für Filme wie Night of the Golden Brain, Christmas, Mojo, Birthday Girl – Braut auf Bestellung und Die letzte Legion. Ab dem Jahr 2009 verfasste Tom Butterworth überwiegend Drehbücher für Fernsehproduktionen, oft in Zusammenarbeit mit Chris Hurford.

## Filmografie
- 1993: Night of the Golden Brain (Fernsehfilm)
- 1996: Christmas (Fernsehfilm)
- 1997: Mojo
- 2001: Birthday Girl – Braut auf Bestellung (Birthday Girl)
- 2007: Die letzte Legion (The Last Legion)
- 2009: Hustle – Unehrlich währt am längsten (Hustle, Fernsehserie, 1 Episode)
- 2010: Ashes to Ashes – Zurück in die 80er (Ashes to Ashes, Fernsehserie, 1 Episode)
- 2010: Money (Fernsehzweiteiler)
- 2011: Doc Martin (Fernsehserie, 2 Episoden)
- 2014: The Great Fire (Miniserie, 1 Episode)
- 2015: Molly Moon (Molly Moon and the Incredible Book of Hypnotism)
- 2015–2016: Silent Witness (Fernsehserie, 4 Episoden)
- 2015–2017: Fortitude (Fernsehserie, 3 Episoden)
- 2017: Tin Star (Fernsehserie, 3 Episoden)
- 2017–2018: Britannia (Fernsehserie, 9 Episoden)
- 2022: Gangs of London (Fernsehserie, 3 Episoden)